# 人民海軍司令部 (德國)
人民海軍司令部（德語：Kommando der Volksmarine）是德意志民主共和國的海軍——人民海軍的最高統帥機構，成立於1960年11月3日，其前身為1956年3月1日的「海軍力量管理部」（Verwaltung der Seestreitkräfte），後又改名為「海軍力量司令部」（Kommando der Seestreitkräfte），最終定名為人民海軍司令部。1990年10月3日，人民海軍司令部因兩德統一而被併入德國聯邦國防軍下屬的波羅的海司令部，司令為聯邦海軍准將迪爾克·霍登。
人民海軍司令部位於罗斯托克。

## 歷任司令
- 海軍少將菲利克斯·舍夫勒（Felix Scheffler）：1956年3月1日至1956年12月1日
- 海軍中將瓦爾德馬爾·維爾納（Waldemar Verner）：1957年1月1日至1959年7月1日
- 海軍少將威廉·艾赫姆（Wilhelm Ehm）：1959年8月1日至1961年7月31日
- 海軍少將海因茨·內烏其瑞根（Heinz Neukirchen）：1961年8月1日至1963年2月1日
- 海軍少將威廉·艾赫姆（Wilhelm Ehm）：1987年2月25日至1963年11月25日)
- 海軍中將特奧多爾·奧夫曼（Theodor Hoffmann）：1987年12月1日至1989年11月1日
- 海軍中將亨德里克·玻恩（Hendrik Born）：1989年12月11日至1990年10月10日

## 資料來源
- （英文）. www.axishistory.com.   [2018-07-20]. （原始内容存档于2019-12-06）.